# Project-X
Pour les articles homonymes, voir Projet X.
Project-X est un jeu vidéo de type shoot them up développé et édité par Team17 en 1992 sur Amiga. Le jeu a été adapté sur Amiga CD32 et DOS en 1994. Il est considéré comme l'un des jeux de tir notable de l'Amiga, particulièrement pour la qualité de sa réalisation.

## Système de jeu
Project-X s'inspire de shoot them up à défilement horizontal d'origines japonaises comme R-Type ou Gradius.
Le joueur contrôle un vaisseau spatial et le but est de rejoindre une base extra-terrestre afin de la détruire. Il a à faire face à des vagues de vaisseaux ennemis lancés à sa rencontre. Au fur et à mesure de la progression, le joueur ramasse des bonus qui permettent d'améliorer les caractéristiques du vaisseau (vitesse, tirs classiques, tirs spéciaux, tirs latéraux, missiles, plasma, magma, rayon laser, invulnérabilité). Le système de perfectionnement se fait « par palier », comme dans Gradius.
Le jeu comprend cinq niveaux : l'espace, la zone montagneuse, la caverne volcanique, le lac souterrain et la base alien. Chacun est sanctionné par la confrontation à un boss. Des stages bonus,  s'intercalent entre certains niveaux : le vaisseau se retrouve confiné dans un tunnel étroit et tortueux alors que sa vitesse augmente irrémédiablement. Le but est d'éviter d'entrer en contact avec les parois tout en récupérant les bonus disséminés afin de gagner une vie supplémentaire.

## Réalisation
Les graphismes tirent parti de la palette de couleurs étendue de l'Amiga et affichent 64 couleurs en plein écran et sans ralentissement. Les environnements sont fins et variés. La conception des ennemis est détaillée mais leurs animations demeurent limitées. La bande-son se démarque par l'absence de musique en cours de jeu. Allister Brimble a opté pour une ambiance atmosphérique avec une nappe sonore en fond, des bruitages contextuels (liés aux environnements traversés) et de multiples voix numérisées. Le niveau de sophistication sonore est relativement poussé : par exemple, dans le niveau du lac souterrain, les bruitages et les voix numérisées sont étouffés à chaque fois que le vaisseau se trouve immergé.

## À noter
À cause d'une difficulté élevée, la plupart des joueurs ne parvinrent jamais à dépasser le troisième niveau. En 1993, Team17 a commercialisé une nouvelle version du jeu, intitulée Project-X Special Edition (ou Revised Edition), qui présente une difficulté réduite. Elle fut vendue à prix budget.
Sur Amiga CD32, le jeu fut uniquement commercialisé à travers des packs : soit avec F17 Challenge, soit avec Ultimate Body Blows. Il s'agit de la version remaniée Special Edition. Sur DOS, le jeu tire parti de la norme VGA.
Team 17 a développé la suite du jeu, intitulée X2 et sorti en 1996 sur PlayStation.

## Équipe de développement
- Chef de Projet : Martin Brown
- Graphisme et game design : Rico Holmes
- Programmation et game design : Andreas Tadic
- Programmation additionnelle : Stefen Boberg
- Musiques et bruitages : Allister Brimble, Bjorn Lynne, Chris Brimble